# Jacob Mellis
Jacob Alexander Mellis (* 28. März 1991 in Nottingham) ist ein englischer Fußballspieler, der seit August 2020 beim FC Gillingham unter Vertrag steht.

## Karriere

### Verein
Jacob Mellis wurde 1991 in Nottingham geboren und begann 2002 bei Sheffield United seine Karriere. Im Juni 2007 wechselte für eine Million Pfund Sterling in die Jugendakademie des FC Chelsea.
2008 erreichte er mit dem Akademieteam das Finale des FA Youth Cups, verlor aber dort gegen die Mannschaft von Manchester City mit 2:4. In der Saison 2008/09 kam er in die Reservemannschaft und kam in seiner ersten Saison dreizehn Mal zum Einsatz und erzielte dabei drei Tore.
Am 14. August 2009 wurde er bis zum Januar 2010 an den FC Southampton verliehen und gab sein Profidebüt am darauffolgenden Tag, als er bei der 1:3-Niederlage gegen Huddersfield Town eingewechselt wurde. Nach zwölf Ligaspielen kehrte er im Januar nach London zurück.
In der Saison 2010/11 stand er zunächst im erweiterten Profikader und absolvierte am 23. November 2010 in der UEFA Champions League gegen MŠK Žilina sein erstes Spiel auf europäischer Ebene, als er in der 90. Minute für Josh McEachran eingewechselt wurde.
Im Januar 2011 wurde Mells bis zum Saisonende an den FC Barnsley ausgeliehen. Am 5. Februar 2011 erzielte er bei 1:4-Niederlage gegen Leicester City das einzige Tor und damit seinen ersten Treffer für die "Tykes". Bis zum Ende der Saison bestritt er fünfzehn Ligaspielen und kam auf zwei Treffer.
Am 3. April 2012 wurde er an die Reservemannschaft der Queens Park Rangers verliehen und erzielte gegen die Reserve von West Ham United ein Tor.
Zur Saison 2012/13 wechselte Mellis zum FC Barnsley, wo er einen Zweijahresvertrag unterschrieb.
Nachdem Mellis in der Saison 2013/14 mit Barnsley in die dritte Liga abgestiegen war, verpflichtete ihn im Sommer 2014 der Zweitligist FC Blackpool.
Im Januar 2020 wechselte er zu den Bolton Wanderers.

### Nationalmannschaft
Mellis spielte für die U-16, U-17 und U-19-Nationalmannschaft Englands. Bisher bestritt er 21 Länderspiele für englische Auswahlmannschaften und erzielte dabei vier Tore.

## Erfolge
- UEFA Champions League: 2012